# Cerro de los Ángeles

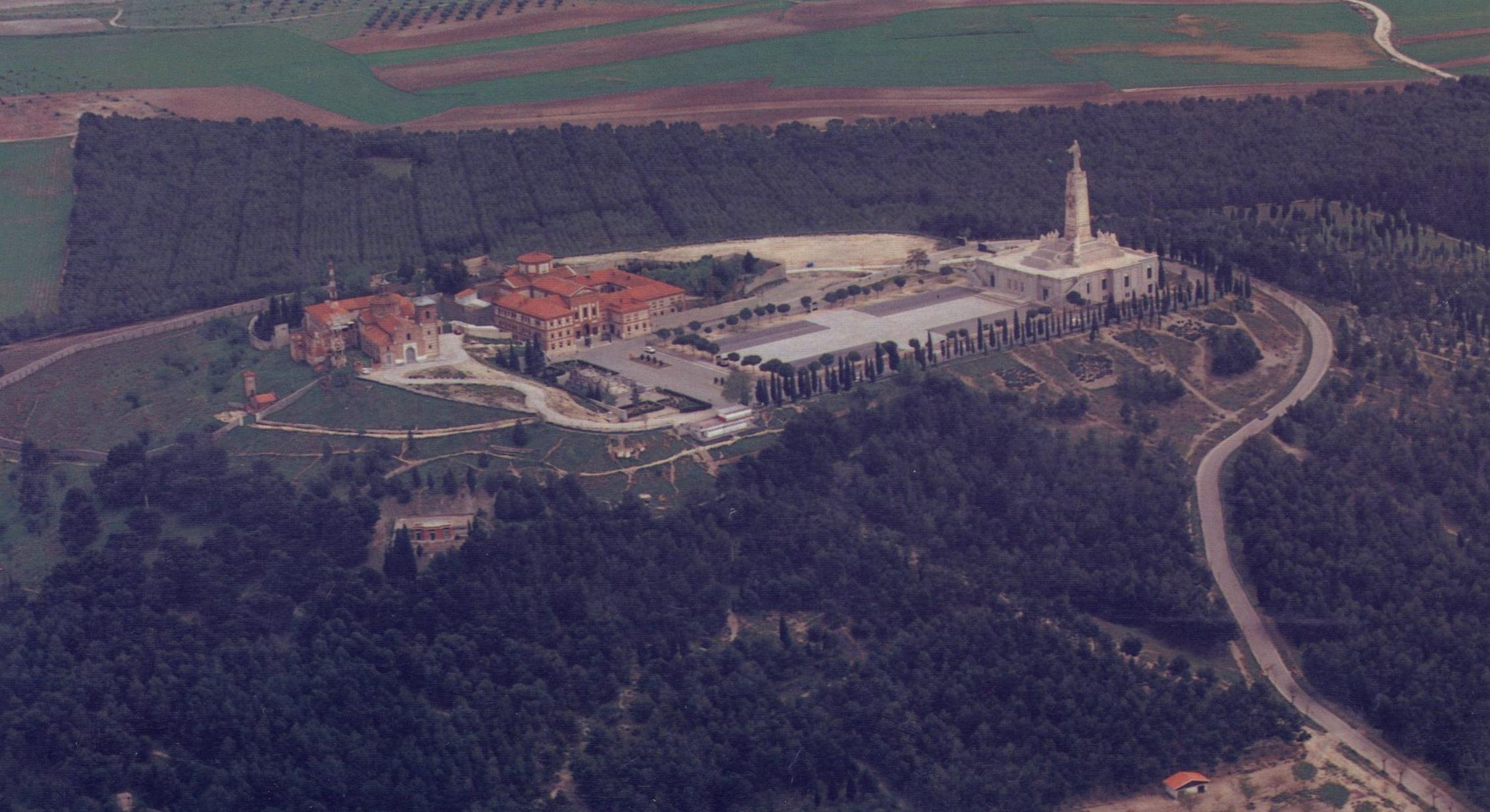
Il Cerro de los Ángeles.

Il Cerro de los Ángeles (in italiano: Collina degli Angeli) è una collina situata ai confini del comune di Getafe, 10 km a sud di Madrid in Spagna. È stato tradizionalmente considerato come il centro geografico della penisola iberica.
Sulla sommità della collina si trova l'Eremo di Nostra Signora degli Angeli, del XIV secolo, e il Monumento al Sacro Cuore, costruito nel 1919 e inaugurato dal re Alfonso XIII. Vi si trova anche il Seminario Diocesano di Nostra Signora degli Apostoli, luogo di formazione dei sacerdoti destinati all'attività apostolica nella diocesi di Getafe, e un convento di Carmelitane scalze.

## Monumento al Sacro Cuore di Gesù

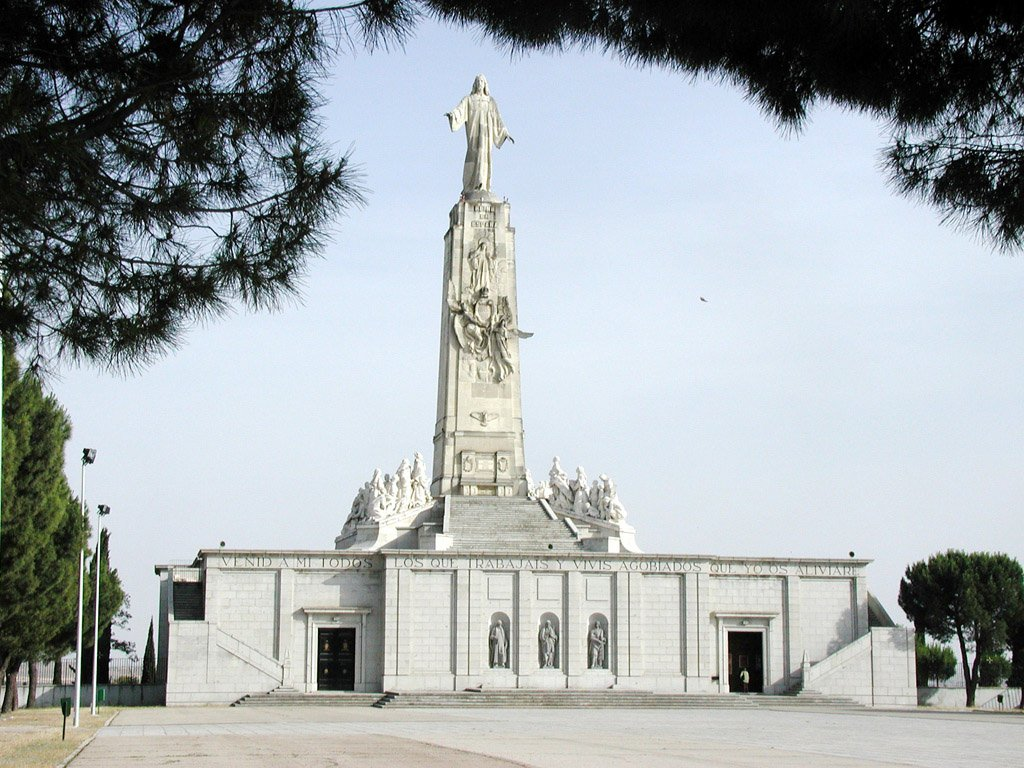
Monumento al Sacro Cuore.

Nel 1919 si scelse questo luogo per costruire un enorme monumento in onore del Sacro Cuore di Gesù. L'opera fu realizzata dall'architetto Carlo Maura Nadal e dallo scultore Aniceto Marine. Il monumento fu costruito grazie al contributo di migliaia di spagnoli.
La statua di Gesù (9 metri di altezza) fu donata da Don Juan Mariano di Goyeneche (conte di Guaqui). Il 30 maggio del 1919, Alfonso XIII l'inaugurò solennemente dopo aver effettuato la consacrazione della Spagna al Sacro Cuore di Gesù. Il monumento era interamente di pietra calcarea leggermente giallastra.
Constava di due gruppi di sculture laterali, uno dei quali rappresentava l'Umanità santificata e l'altro l'Umanità che tende a santificarsi. Nel primo dei gruppi figurano i seguenti santi: Santa Margherita Maria di Alacoque, Sant'Agostino, San Francesco di Assisi, Santa Teresa di Gesù, Santa Gertrude, il beato Bernardo de Hoyos e San Giovanni Evangelista. Il secondo gruppo, situato alla sinistra del monumento, rappresentava il cammino per arrivare al cielo mediante la pratica della carità, dell'amore, dell'umiltà e del pentimento. La Carità era rappresentata da una volontaria vincenziana e da cinque bambini da lei guidati. Un altro gruppo di cinque figure rappresentava la Virtù e l'Amore, la prima personificata da una giovane di elevato lignaggio e da una bambina con il vestito della prima comunione, e il secondo, da un uomo e da una donna del popolo con un bambino in braccio.
L'altezza del monumento era di 28 metri, la larghezza di 31,5 metri e la profondità di 16 metri. Era costruito con pietra di Almorquí, della quale si impiegarono 882 tonnellate.

## La "fucilazione" e la distruzione da parte dei miliziani repubblicani
All'inizio della Guerra civile, il 23 di luglio del 1936, cinque giovani furono uccisi mentre cercavano di difendere e salvare il monumento da possibili attentati. Cinque giorni dopo, i miliziani repubblicani realizzarono la "cerimonia", da essi stessi immortalata in una celebre fotografia: fucilarono l'immagine di Gesù e dopo di ciò, distrussero le sculture, prima a mano e poi, a causa della durezza del materiale, ricorrendo alla dinamite, fino a ridurle in rovina. La stampa del Fronte Popolare pubblicò in prima pagina le fotografie della "fucilazione", commentando favorevolmente il fatto come "sparizione di un impiccio". Il Comune di Getafe, con una decisione accettata dal Governo della Repubblica, cambiò il nome della collina degli Angeli in quello di "collina Rossa", nome che conservò fino alla fine della guerra civile.
Terminata la guerra, il regime di Francisco Franco le ridiede il suo nome originale e fece ricostruire un nuovo monumento, replica del precedente. Il lavoro iniziò nel 1944 seguendo il progetto degli architetti Pedro Muguruza e Luis Mandibola Martínez. L'immagine del Sacro Cuore di Gesù e il suo piedistallo furono opera di Aniceto Marine, insieme ai gruppi scultorei della base, opera di Fernando Croce Solís. Questo nuovo monumento è stato inaugurato nel 1965 e dieci anni più tardi si è inaugurata anche la cripta, non esistente nel progetto del 1919. Il monumento mostra Cristo con le braccia aperte e sul piedistallo si legge: Regno di Spagna.
Ciò che è rimasto del monumento precedente (la base e il piedistallo) si conserva ancora. Il nuovo monumento è stato realizzato nello stesso luogo ove si trovava quello originale. Le rovine sono state spostate nelle vicinanze.